# Лаффита, Андри
А́ндри Лаффи́та Эрна́ндес (исп. Andry Laffita Hernández; 26 марта 1978, Баракоа, провинция Гуантанамо, Куба) — кубинский боксёр наилегчайшей весовой категории, выступал за сборную Кубы в 2000-х годах. Серебряный призёр летних Олимпийских игр в Пекине, обладатель серебряной медали чемпионата мира, обладатель командного Кубка мира, многократный чемпион национального первенства, победитель турнира на призы братьев Кличко 2008 года.

## Биография
Андри Лаффита родился 26 марта 1978 года в городе Баракоа провинции Гуантанамо (но с 1993 года представлял провинцию Пинар-дель-Рио). Занимался боксом под руководством легендарного тренера Хулио Мены Торреса. Первого серьёзного успеха на ринге добился в 1996 году, когда выиграл в первом наилегчайшем весе золотую медаль юниорского чемпионата мира. Тем не менее, далее в его карьере наступил некоторый спад, а в период 1999—2001 он вообще был дисквалифицирован, отстранён от участия в соревнованиях за применение запрещённых стероидов. В 2003 году он вернулся в сборную, перешёл на категорию выше, а с 2005 года, после того как главный его конкурент по команде Юриоркис Гамбоа сменил весовую категорию, начал ездить на крупнейшие международные турниры. В частности, завоевал серебряную медаль на Кубке мира в Москве и сумел дойти до финала на чемпионате мира в Мяньяне — в решающем матче со счётом 22:33 проиграл корейцу Ли Ок Суну.
В 2008 году Лаффита во второй раз удостоился серебряной награды на Кубке мира и прошёл квалификацию на летние Олимпийские игры в Пекин, победил троих своих соперников, но в финале со счётом 2:8 уступил тайцу Сомчиту Чонгчохору. Получив серебряную олимпийскую медаль, принял решение завершить карьеру спортсмена. Тем не менее, в 2010 году вернулся в большой бокс, стал снова выходить на ринг, однако пробиться в основной состав сборной ему уже не удалось. После этого он стал тренером, работал в Артемисе, а c 2017 года — инструктором Института спорта штата Кампече в Мексике.